# Vaastav: The Reality
Vaastav: The Reality (hindi वास्तव, rzeczywistość) - bollywoodzki dramat kryminalny z 1999 roku reżyserii Mahesha Manjrekara opisujący bombajskie podziemie. W rolach głównych wystąpili Sanjay Dutt i Namrata Shirodkar. Kilka lat później zrealizowano ciąg dalszy historii (Hathyar o synu Raghu).

## Fabuła
Raghu i Vijay - synowie Shanty i Namdeva Shivalkara - wybierają w życiu dwie różne drogi. Vijay kształci się na inżyniera, podczas gdy jego brat woli imprezowy tryb życia, pomimo złorzeczeń ojca i zmartwień matki. Obaj bracia nie są jednak w stanie uniknąć bezrobocia. By umożliwić Raghu prowadzenie kiosku z fast foodem, ojciec decyduje się zadłużyć. Raghu z przyjacielem Shortem usamodzielniają się, tym samym pomagają rodzinie. Raghu tak zależy na utrzymaniu tej pracy, że nie daje się sprowokować zaczepkom lokalnych gangsterów. Gdy jeden z nich zaczyna brutalnie bić jego przyjaciela Raghu, w jego obronie zabija brata szefa gangu. Teraz Bombaj staje się za mały dla ściganych przez mafię. Jedyną osoba, która zapewnia im bezpieczeństwo jest szef konkurencyjnego gangu.

## Obsada
| Postać                                 | Funkcja, rodzina                  | Aktor             | Uwagi                        |
| -------------------------------------- | --------------------------------- | ----------------- | ---------------------------- |
| Raghunath Namdev Shivalkhar, ps. Raghu |                                   | Sanjay Dutt       | postać główna                |
| Sonia                                  |                                   | Namrata Shirodkar | postać główna                |
| Dedh Foootya                           |                                   | Sanjay Narvekar   |                              |
| Vijay                                  | brat Raghu                        | Mohnish Behl      |                              |
| Puja                                   |                                   | Ekta Sohini       |                              |
| Shanta                                 | matka Raghu                       | Reema Lagoo       |                              |
| Namdev                                 | ojciec Raghu                      | Shivaji Satam     |                              |
| tancerka                               |                                   | Kashmira Shah     | w piosence Jawani Se         |
| Kishore Kadam                          | inspektor                         | Deepak Tijori     |                              |
| Mandavali Badshah (Suleiman Bhai)      |                                   | Paresh Rawal      |                              |
| Babbanrao Kadam                        | Minister Spraw Wewnętrznych       | Mohan Joshi       |                              |
| Vitthal Kaanya                         |                                   | Ashish Vidyarthi  |                              |
| Laxmi Akka                             | właścicielka agencji towarzyskiej | Himani Shivpuri   |                              |
| brzydki chłopiec                       |                                   | Jack Gaud         |                              |
| Mahesh Manjrekar                       |                                   | Mahesh Manjrekar  | zagrał sam siebie w piosence |
| Short                                  | przyjaciel Raghu                  | Sanjay Nayrekar   |                              |

## Nagrody

### Filmfare
- Nagroda Filmfare dla Najlepszego Aktora  - Sanjay Dutt
- nominacja do  Nagroda Filmfare dla Najlepszego Aktora Drugoplanowego - Sanjay Narvekar
- nominacja do Nagrody Filmfare dla Najlepszej Aktorki Drugoplanowej - Reema Lagoo

### 2000 Nagrody IIFA (Awards of the International Indian Film Academy)
- Nagroda IIFA dla Najlepszego Aktora - Sanjay Dutt
- nagroda za montaż - V.N. Mayekar

### Nagrody Screen Weekly 2000
- Nagroda Star Screen dla Najlepszej Aktorki Sanjay Dutt

## Ścieżka dźwiękowa
| Nr | Tytuł                         | Wykonawca                        | Długość |
| -- | ----------------------------- | -------------------------------- | ------- |
| 1  | "Meri Duniya Hai"             | Sonu Nigam, Kavita Krishnamurthy | 04:40   |
| 2  | "Meri Duniya Hai" (mężczyzna) | Sonu Nigam                       | 04:38   |
| 3  | "Tere Pyar Ne" (mężczyzna)    | Kumar Sanu                       | 04:36   |
| 4  | "Tere Pyar Ne" (kobieta)      | Kavita Krishnamurthy             | 04:37   |
| 5  | "Jawani Se Ab Jung"           | Preetha Mazhumdar                | 04:44   |
| 6  | "Apni To Nikal Padi"          | Kumar Sanu, Atul Kale            | 04:22   |
| 7  | "Har Taraf Hai Yeh Shor"      | Vinod Rathod, Atul Kale          | 05:41   |
| 8  | "Aarti"                       | Rahul Ranade Ravindra Sathe      | 03:14   |
| 9  | "Vaastav Theme"               | Rahul Ranade Ravindra Sathe      | 01:14   |
| 10 | "Apanee Maa Hai Duniya"       | Rahul Ranade Shankar Mahadevan   | 05:33   |